# Paramnesicles buergersi
Paramnesicles buergersi är en insektsart som först beskrevs av Bolívar, C. 1925.  Paramnesicles buergersi ingår i släktet Paramnesicles och familjen Chorotypidae. Inga underarter finns listade i Catalogue of Life.